# Anta de São Gens
L'Anta de São Gens ou Anta da Vila de Nisa est un dolmen situé dans la freguesia d'Alpalhão (pt), sur le territoire de la municipalité de Nisa (district de Portalegre, Portugal),. 
Le mot anta est l'équivalent portugais d'« ante » (pilier terminal d'un temple grec ou romain), mais il est aussi employé pour désigner les pierres d'un dolmen ou le dolmen lui-même. Environ 5 000 structures mégalithiques de ce type ont été construites au Néolithique dans l'ouest de la péninsule Ibérique par les successeurs de la culture de la céramique cardiale ou Cardial.
Il est classé monument national depuis 1910 .

## Historique
Ce monument mégalithique, datant de la période du néo-chalcolithique (3500-2000 av. J.-C.), fait partie d'une nécropole de quatre monuments du même type dont l'Anta de São Gens I est le mieux conservé.
Ce dolmen est une grande chambre funéraire de forme polygonale constitué de sept orthostates, dont la dalle de couverture et la dalle de fermeture de la chambre. Il possédait un court couloir d'accès, orienté à l'est, dont il ne subsiste que deux piliers. Il ne reste que peu de trace du tumulus d'origine.

## Galerie

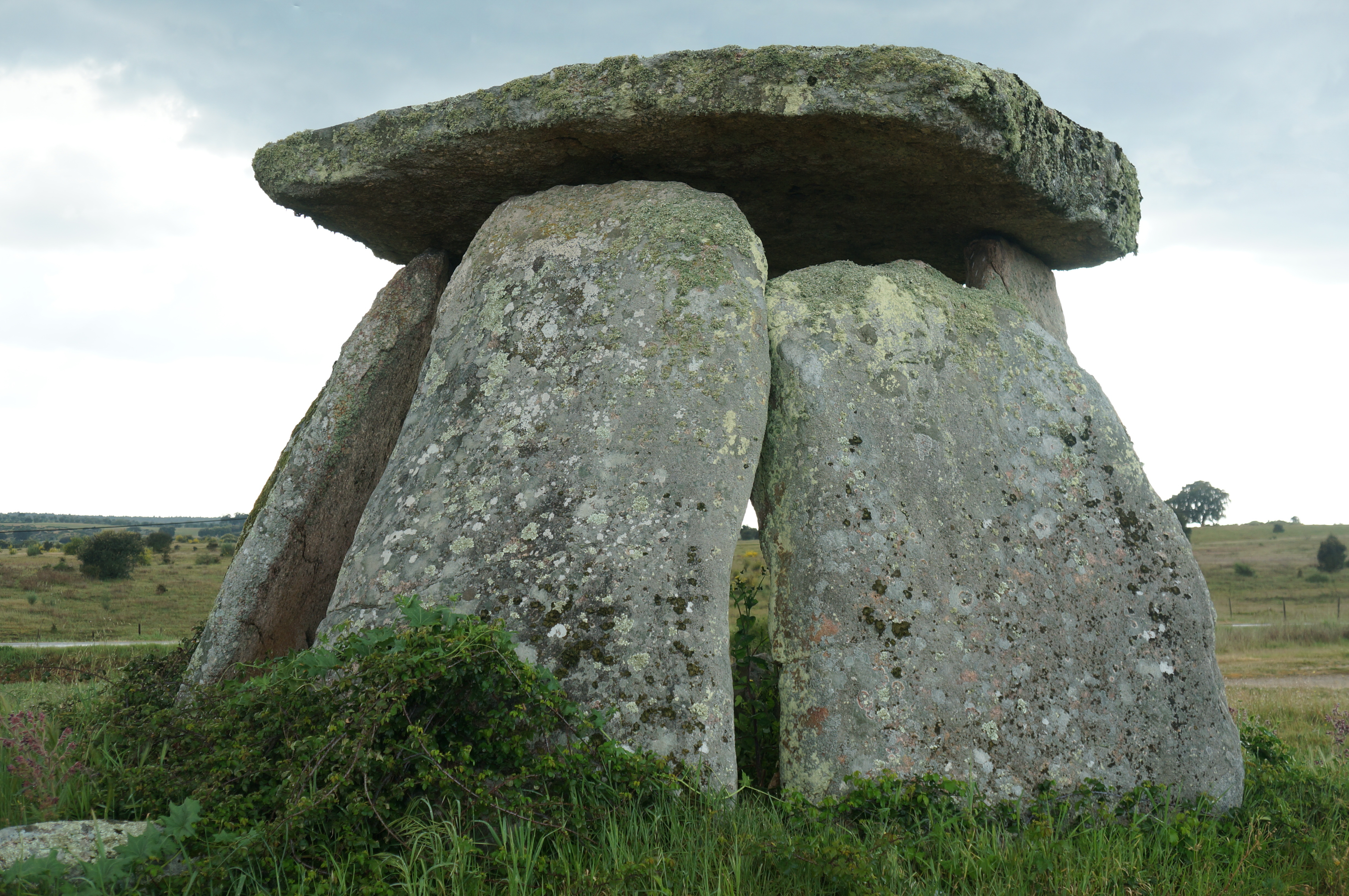